# Chile xkatik
El chile xkatik o xcatic (del maya xkat iik; chile xkat) es un tipo de chile güero originario de la península de Yucatán. Se pronuncia "sh-katik", empleando el fonema "sh". La palabra "iik" ya significa "chile" de por sí en la lengua maya.
Mide alrededor de 11 cm de largo y 2-3 de diámetro máximo. Y su pungencia varía de picoso a muy picoso.
Se suele tatemar para hacer rajas, o bien se muelen para hacer sopas como el frijol colado, salsas, escabeches, guisos... además es muy popular la crema de chile xcatik y ajo. Es un ingrediente frecuente para la cochinita pibil, el pescado en tikinxic o el pavo en escabeche. También se usan enteros para hacer chiles rellenos. Rara vez se encuentran secos.